# كونسيبسيون باريديس
كونسيبسيون باريديس (بالإسبانية: Concepción Paredes)‏ هي منافسة ألعاب القوى إسبانية، ولدت في 19 يوليو 1970 في بالنثيا في إسبانيا.

## وصلات خارجية
- كونسيبسيون باريديس على موقع الاتحاد الدولي لألعاب القوى (الإنجليزية)
- كونسيبسيون باريديس على موقع الاتحاد الأوروبي لألعاب القوى (الإنجليزية)
- كونسيبسيون باريديس على موقع أوليمبيديا (الإنجليزية)